# Ernesto Furió
Ernesto Furió Navarro (Valencia, 9 de marzo de 1902 - Valencia, 1 de marzo de 1995) fue un pintor y grabador español. Dedicó la mayor parte de su vida al grabado calcográfico, con estancias en París, en 1930, y en Italia, pensionado por el gobierno español, en 1957. En sus últimos años fue también un acuarelista de paisajes y tipos rurales. Posiblemente el grabador valenciano más importante de la posguerra, su obra, con temas referentes al paisaje urbano y monumental, es «minuciosa, figurativa, muy matizada», y la influencia que ejerció sobre sus discípulos (como Manolo Gil), «básicamente técnica». Murió en 1995, a los 92 años, y fue enterrado en el cementerio del Canyamelar, el barrio de Valencia en el que había nacido.

## Premios
- Primera medalla de la Exposición Regional de Bellas Artes de 1934
- Premio Nacional de Grabado de 1947, por la obra La ilustre fregona
- Segunda medalla de la Exposición Nacional de Bellas Artes de 1948, por Una calle de Morella (aguafuerte y aguatinta)
- Primera medalla de grabado de la Exposición Nacional de Bellas Artes de 1952, por La catedral de Burgos
- Medalla de la Agrupación Nacional de Artistas Grabadores de 1952, por Puerta de Segovia